# Посольство подяки
Посольство подяки (кит.: 謝恩使, піньїнь: xièēnshì, сєеньші; кор. 사은사, саинса; яп. しゃおんし, сяонсі) — у традиційній східноазійській дипломатії посольство, яке відправляє держава-васал до держави-сюзерена. Висилалося з нагоди піднесення данини державі-сюзерену або призначення нового вана держави-васала.
Серед історичних прикладів: посольства корейської держави Чосон до китайських імперій Мін і Цін; посольства ванства Рюкю до японського сьоґунату Токуґава.